# Tarcea
Tarcea è un comune della Romania di 2 590 abitanti, ubicato nel distretto di Bihor, nella regione storica della Transilvania.
Il comune è formato dall'unione di 3 villaggi: Adoni, Galoșpetreu, Tarcea.